# Oria Arriba
Oria Arriba es un corregimiento ubicado en el distrito de Pedasí en la provincia panameña de Los Santos. En el año 2010 tenía una población de 297 habitantes y una densidad poblacional de 6.9 personas por km².
Entidad :                   Corregimiento 
País:                               Panamá 🇵🇦 
Provincia:                   Los Santos 
Distrito:                        Pedasí
Representante:       José Arturo González

## Toponimia y gentilicio
La voz Oria o Uria parece prerromana o ibérica con el significado de fuente o manantial de agua o simplemente río, como derivada de una voz todavía vigente en la lengua vasca, como es 'ur', 'ura', 'agua', 'el agua'.